# Jeanne Matthey

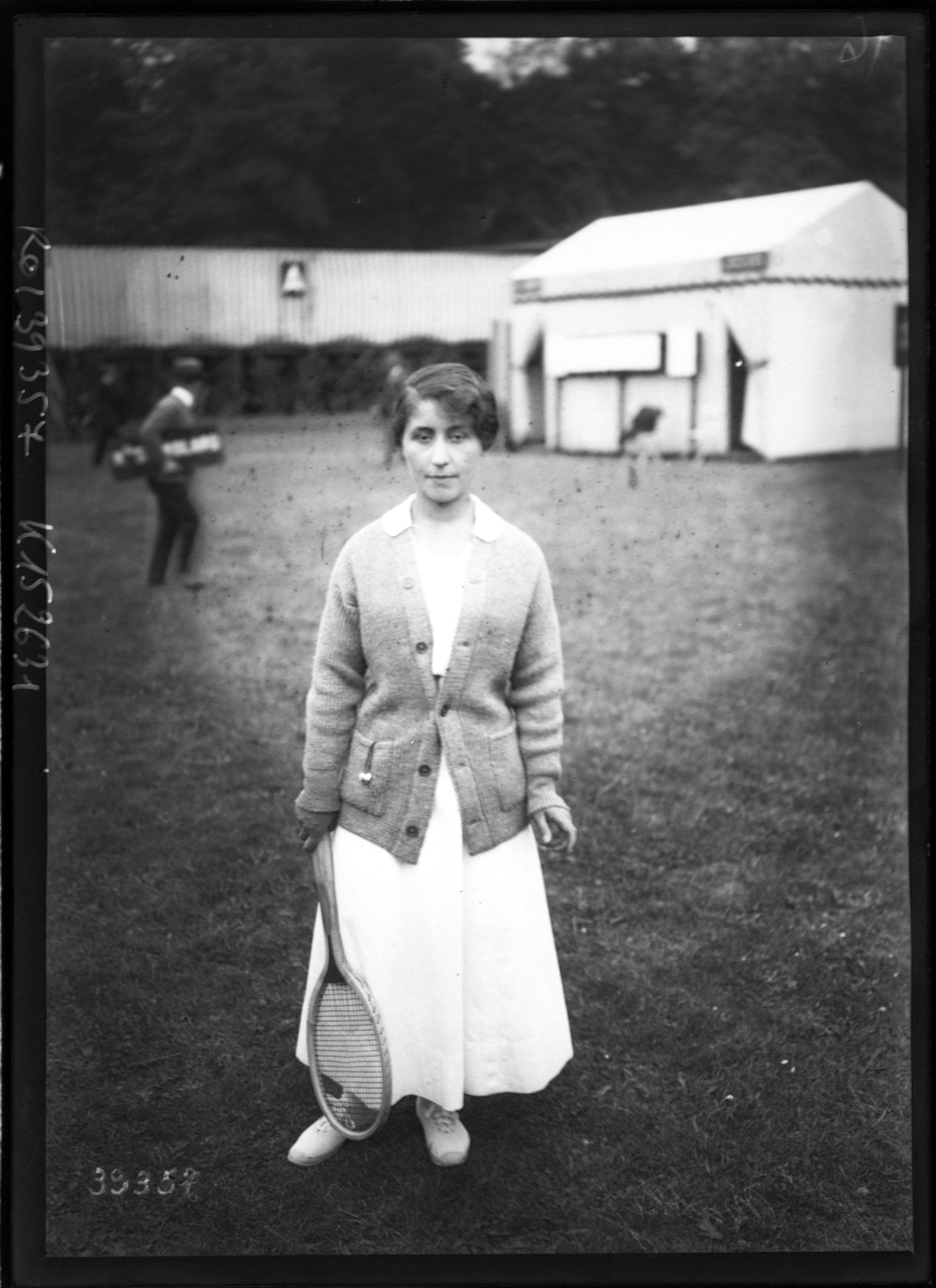
Jeanne Matthey

Jeanne Matthey (* 25. Januar 1886 in Alexandria, Ägypten; † 24. November 1980 in Paris) war eine französische Tennisspielerin in den ersten beiden Jahrzehnten des 20. Jahrhunderts.

## Erfolge
Jeanne Matthey konnte vier Mal in Folge die Französischen Tennismeisterschaften in Paris gewinnen (1909 bis 1912). Sie löste 1909 Kate Gillou-Fenwick ab, ebenfalls vierfache Gewinnerin dieser Meisterschaften. Den ersten Titel gewann sie gegen ihre Landsfrau Jaqueline Gallay 1909, den zweiten und dritten gegen Marguerite Broquedis und den vierten und letzten im Jahr 1912 gegen Marie Danet. Alle genannten Spielerinnen waren Französinnen.